# Janel Parrish
Janel Meilani Parrish (sinh ngày 30 tháng 10 năm 1988) là một nữ diễn viên và ca sĩ người Mỹ. Cô được biết đến với vai Mona Vanderwaal trong bộ phim truyền hình bí ẩn   Pretty Little Liars. Cô cũng được biết đến với vai diễn  Young Cosette trong tác phẩm Broadway Les Misérables (1996), và Jade trong bộ phim hài tuổi teen  Bratz  (2007). Trong năm 2014, Parrish đã tham gia vào mùa 19 của Dancing with the Stars, chiếm vị trí thứ ba. Cô cũng có một vai trong To All the Boys I've Loved Before.

## Tiểu sử
Parrish sinh ra ở Honolulu, Hawaii, mẹ là Joanne (nhũ danh Mew), là người gốc Hán, và cha là Mark Phillip Parrish, người gốc Âu.  Cô có một chị gái, Melissa Nohelani, người lớn hơn tám tuổi và phục vụ trong lục quân Hoa Kỳ. Cha mẹ cô là cựu vận động viên thể hình, và mẹ cô làm việc cho câu lạc bộ sức khỏe Honolulu.
Lúc 6 tuổi, Parrish đã xem một vở kịch The Phantom of the Opera tại Trung tâm Neal S. Blaisdell và yêu thích ý tưởng biểu diễn. Cô bắt đầu chơi piano, và trong vòng một năm cũng đang học diễn xuất, ca hát, nhảy và nhảy jazz. Cô tham gia một số cuộc thi tài năng, và trở nên nổi tiếng với cư dân địa phương Oahu. Ở tuổi 14, cô xuất hiện trong bản remake năm 2003 của Star Search, biểu diễn ca khúc "On My Own" của Les Misérables. Cô theo học trường tiểu học Moanalua, và trường trung học Moanalua trong năm thứ nhất. Parrish sống ở Kaneohe, Hawaii cho đến khi 14 tuổi, khi cô và gia đình chuyển đến Burbank, Los Angeles để cô có thể theo đuổi sự nghiệp trong ngành giải trí. Parrish sau đó được homeschooled để phù hợp với lịch làm việc của mình.